# Джунио, Гилмор
Гилмор Джунио (англ. Gilmore Junio; род. 6 августа 1990 года, Калгари) — канадский конькобежец.
В 2010 году на Кубке мира среди юниоров по конькобежному спорту на дистанции 500 метров занял 4-е место, а на дистанции 1000 метров пришёл седьмым.
Принимал участие в зимних Олимпийских играх 2014 года в Сочи, заняв 11-е место на дистанции 500 метров.